# ISO 3166-2:BR
ISO 3166-2:BR — стандарт Международной организации по стандартизации, который определяет геокоды. Является подмножеством стандарта ISO 3166-2, относящимся к Бразилии. Стандарт охватывает 26 штатов, и 1 федеральный округ Бразилии. Каждый геокод состоит из двух частей: кода Alpha2 по стандарту ISO 3166-1 для Бразилии — BR и дополнительного кода, записанных через дефис. Дополнительный двухбуквенный код образован созвучно названию штата. Геокоды штатов Бразилии являются подмножеством кодов домена верхнего уровня — BR, присвоенного Бразилии в соответствии со стандартами ISO 3166-1.

## Геокоды Бразилии
Геокоды 26 штатов и 1 федерального округа административно-территориального деления Бразилии.
| Геокод | Административная единица     | Статус |
| ------ | ---------------------------- | ------ |
| BR-AC  | Акри                         | штат   |
| BR-AL  | Алагоас                      | штат   |
| BR-AM  | Амазонас                     | штат   |
| BR-AP  | Амапа                        | штат   |
| BR-BA  | Баия                         | штат   |
| BR-GO  | Гояс                         | штат   |
| BR-MA  | Мараньян                     | штат   |
| BR-MT  | Мату-Гросу                   | штат   |
| BR-MS  | Мату-Гросу-ду-Сул            | штат   |
| BR-MG  | Минас-Жерайс                 | штат   |
| BR-PA  | Пара                         | штат   |
| BR-PB  | Параиба                      | штат   |
| BR-PR  | Парана                       | штат   |
| BR-PE  | Пернамбуку                   | штат   |
| BR-PI  | Пиауи                        | штат   |
| BR-RJ  | Рио-де-Жанейро               | штат   |
| BR-RN  | Риу-Гранди-ду-Норти          | штат   |
| BR-RS  | Риу-Гранди-ду-Сул            | штат   |
| BR-RO  | Рондония                     | штат   |
| BR-RR  | Рорайма                      | штат   |
| BR-SC  | Санта-Катарина               | штат   |
| BR-SP  | Сан-Паулу                    | штат   |
| BR-CE  | Сеара                        | штат   |
| BR-SE  | Сержипи                      | штат   |
| BR-TO  | Токантинс                    | штат   |
| BR-DF  | Федеральный округ (Бразилия) | округ  |
| BR-ES  | Эспириту-Санту               | штат   |

## Геокоды пограничных Бразилии государств
- Французская Гвиана — ISO 3166-2:GF (на севере),
- Суринам — ISO 3166-2:SR (на севере),
- Гайана — ISO 3166-2:GY (на севере),
- Венесуэла — ISO 3166-2:VE (на севере),
- Колумбия — ISO 3166-2:CO (на северо-западе),
- Перу — ISO 3166-2:PE (на северо-западе),
- Боливия — ISO 3166-2:BO (на западе),
- Парагвай — ISO 3166-2:PY (на юго-западе),
- Аргентина — ISO 3166-2:AR (на юго-западе),
- Уругвай — ISO 3166-2:UY (на юге).